# جین بریگز هارت
جین " جنی " بریگز هارت (۲۱ اکتبر ۱۹۲۱–۵ ژوئن ۲۰۱۵) یک هوانورد آمریکایی و در دهه ۱۹۶۰ یکی از اعضای پروژه فضایی مرکوری ۱۳ بود. وی که از نظر جسمی در آزمون‌هایی که برای فضانوردان مرد استفاده می‌شد، شرکت کرده بود واجد شرایط شناخته شد. او اولین گواهینامه خلبانی خود را در طول جنگ جهانی دوم به دست آورد و بعداً اولین خلبان زن هلیکوپتر دارای مجوز در میشیگان شد.
در اوایل دهه ۱۹۶۰، هارت برای شرکت در برنامه زن در فضایی بنیاد لاولیس انتخاب شد، پروژه ای با بودجه خصوصی که برای آزمایش زنان خلبان برای آمادگی جسمانی فضانوردان با انجام آزمایش‌های فیزیکی مشابه توسط ناسا برای فضانوردان طراحی شده بود. هارت در سن ۴۰ سالگی یکی از تنها ۱۳ زن (که بعداً مرکوری ۱۳ نام گرفت) واجد شرایط شد.
در سال ۲۰۰۷، هارت به تالار مشاهیر زن میشیگان راه یافت.

## اوایل زندگی
او با نام خانوادگی جین کامرون بریگز، با نام مستعار «جنی» در دیترویت، میشیگان از پدری تاجر به نام والتر او. بریگز و مادری به نام جین (نام مستعار کامرون) به دنیا آمد. او که کاتولیک بزرگ شد، در آکادمی‌های قلب مقدس در دیترویت، گروس پوینت، میشیگان و تورسدیل و کالج منهتنویل در نیویورک شرکت کرد. در سال ۱۹۷۰، در سن ۴۹ سالگی، لیسانس انسان‌شناسی را از دانشگاه جورج واشینگتن در واشینگتن دی سی به پایان رساند
در ۱۹ ژوئن ۱۹۴۳ جین بریگز هارت با وکیل فیلیپ ای. هارت ازدواج کرد که بعدها یک سیاستمدار شد. این زوج دارای ۹ فرزند بودند که یکی از آنها در کودکی فوت کرد. در سال ۱۹۵۸، فیلیپ ای. هارت از میشیگان به عنوان نماینده حزب دموکرات (ایالات متحده آمریکا) در مجلس سنای ایالات متحده انتخاب شد. فیلیپ ای. هارت بارها این در این کرسی پیروز انتخابات بود و تا ۱۹۷۶ به عنوان نماینده میشیگان در مجلس سنای ایالات متحده آمریکا خدمت کرد

## زندگی سیاسی
هارت مانند شوهرش به سیاست علاقه دائمی داشت. او در کمپین‌های سیاسی شوهرش (از جمله هدایت او برای ایستگاه‌های مبارزات انتخاباتی) فعال بود و به‌عنوان نایب رئیس کمیته دموکراتیک شهرستان اوکلند (میشیگان) خدمت کرد. او یکی از اعضای مؤسس سازمان ملی زنان بود و به عنوان عضو هیئت مدیره و نماینده کنوانسیون ملی برای لیگ رأی دهندگان زنان بیرمنگام، میشیگان خدمت کرد.
هارت در حالی که در واشینگتن دی سی زندگی می‌کرد، به عنوان یک ناسازگار با برخی از رویدادهای سیاسی و اجتماعی شهرت پیدا کرد. او همچنین در مخالفت با جنگ ویتنام که گاهی اوقات برای همسر سناتورش ناخوشایند بود، فعال بود. به عنوان مثال، در پاییز ۱۹۶۹، او در تظاهرات بزرگ ضد جنگ در پنتاگون دستگیر شد. در سال ۱۹۷۲، او قصد خود را برای توقف پرداخت مالیات بر درآمد فدرال اعلام کرد و گفت: «من نمی‌توانم یک دلار بیشتر برای خرید بمب و گلوله بیشتر کمک کنم». با وجود این، سناتور هارت در حمایت از همسرش تزلزل ناپذیر بود، اگرچه با بسیاری از تصمیمات او موافق نبود.

## فعالیتهای دیگر
هارت همچنین یک ملوان ماهر بود و به عنوان بخشی از خدمه تمام زن، ۱۵ بار در بندر هورون به مسابقه قایق‌های مکیناک رفت.
پس از مرگ همسرش، هارت چندین جعبه از دفترچه یادداشت، عکس و بریده روزنامه از زندگی خود به عنوان همسر یک سناتور و هوانورد را به کتابخانه تاریخی بنتلی دانشگاه میشیگان اهدا کرد.

## مرگ و میراث
هارت در ۵ ژوئن ۲۰۱۵ در وست هارتفورد، کانکتیکات بر اثر عوارض ناشی از بیماری آلزایمر در سن ۹۳ درگذشت.
جوایز جین بی هارت به افتخار او در بخش مردم‌شناسی دانشگاه جورج واشینگتن تأسیس شد.
در سال ۲۰۰۷، او به تالار مشاهیر زنان میشیگان معرفی شد.